# 음근 계측기
음근 계측기 또는 팔로미터(Phall-O-meter)는 정상적인 남성과 여성의 음근에 대한 의학적 기준을 비판하는 풍자적 측정 도구이다. 이 도구는 Suzanne Kessler의 개념을 기반으로 Kiira Triea(Denise Tree)가 개발했으며, 간성 신체의 의학적 치료에 대한 우려를 입증하는 데 사용된다.

## 같이 보기
- 간성 (성)
- 음근